# Фигероа де Ача, Альберто
Альбе́рто Фигеро́а де Ача́ (исп. Alberto Figueroa de Achá, 3 апреля 1920, Кочабамба, Боливия — 18 февраля 1965) — боливийский футболист, защитник. Провёл 24 матча за сборную Боливии, участник ЧЮА 1945, ЧЮА 1946, ЧЮА 1947, ЧЮА 1949 и чемпионата мира 1950 года.

## Карьера

### Клубная
Альберто де Ача выступал за клуб «Стронгест». В играх за эту команду прошёл наиболее активный и успешный период в его карьере .

### В сборной
В составе сборной Альберто де Ача становился участником 4 кубков Америки и чемпионата мира 1950 года, где сборная провела лишь один матч, проиграв в нём с крупным счётом будущим чемпионам уругвайцам. За 6 лет выступлений за сборную Боливии он провёл в общей сложности 24 матча.
| Матчи и голы Альберто де Ача за сборную Боливии | Матчи и голы Альберто де Ача за сборную Боливии | Матчи и голы Альберто де Ача за сборную Боливии | Матчи и голы Альберто де Ача за сборную Боливии | Матчи и голы Альберто де Ача за сборную Боливии | Матчи и голы Альберто де Ача за сборную Боливии | Матчи и голы Альберто де Ача за сборную Боливии |
| ----------------------------------------------- | ----------------------------------------------- | ----------------------------------------------- | ----------------------------------------------- | ----------------------------------------------- | ----------------------------------------------- | ----------------------------------------------- |
| №                                               | Дата                                            | Место проведения                                | Соперник                                        | Счёт                                            | Голы                                            | Турнир                                          |
| 1                                               | 18 января 1945                                  | Сантьяго, Чили                                  | Аргентина                                       | 0:4                                             | -                                               | Чемпионат Южной Америки по футболу 1945         |
| 2                                               | 24 января 1945                                  | Сантьяго, Чили                                  | Чили                                            | 0:5                                             | -                                               | Чемпионат Южной Америки по футболу 1945         |
| 3                                               | 28 января 1945                                  | Сантьяго, Чили                                  | Бразилия                                        | 0:2                                             | -                                               | Чемпионат Южной Америки по футболу 1945         |
| 4                                               | 11 февраля 1945                                 | Сантьяго, Чили                                  | Эквадор                                         | 0:0                                             | -                                               | Чемпионат Южной Америки по футболу 1945         |
| 5                                               | 15 февраля 1945                                 | Сантьяго, Чили                                  | Уругвай                                         | 0:2                                             | - (удалён)                                      | Чемпионат Южной Америки по футболу 1945         |
| 6                                               | 21 февраля 1945                                 | Сантьяго, Чили                                  | Колумбия                                        | 3:3                                             | -                                               | Чемпионат Южной Америки по футболу 1945         |
| 7                                               | 16 января 1946                                  | Буэнос-Айрес, Аргентина                         | Бразилия                                        | 0:3                                             | -                                               | Чемпионат Южной Америки по футболу 1946         |
| 8                                               | 19 января 1946                                  | Буэнос-Айрес, Аргентина                         | Аргентина                                       | 1:7                                             | -                                               | Чемпионат Южной Америки по футболу 1946         |
| 9                                               | 26 января 1946                                  | Буэнос-Айрес, Аргентина                         | Парагвай                                        | 2:4                                             | -                                               | Чемпионат Южной Америки по футболу 1946         |
| 10                                              | 29 января 1946                                  | Буэнос-Айрес, Аргентина                         | Уругвай                                         | 0:5                                             | -                                               | Чемпионат Южной Америки по футболу 1946         |
| 11                                              | 8 февраля 1946                                  | Буэнос-Айрес, Аргентина                         | Чили                                            | 1:4                                             | -                                               | Чемпионат Южной Америки по футболу 1946         |
| 12                                              | 30 ноября 1947                                  | Гуаякиль, Эквадор                               | Эквадор                                         | 2:2                                             | -                                               | Чемпионат Южной Америки по футболу 1947         |
| 13                                              | 4 декабря 1947                                  | Гуаякиль, Эквадор                               | Аргентина                                       | 0:7                                             | -                                               | Чемпионат Южной Америки по футболу 1947         |
| 14                                              | 9 декабря 1947                                  | Гуаякиль, Эквадор                               | Уругвай                                         | 0:3                                             | -                                               | Чемпионат Южной Америки по футболу 1947         |
| 15                                              | 13 декабря 1947                                 | Гуаякиль, Эквадор                               | Колумбия                                        | 0:0                                             | -                                               | Чемпионат Южной Америки по футболу 1947         |
| 16                                              | 18 декабря 1947                                 | Гуаякиль, Эквадор                               | Парагвай                                        | 1:3                                             | -                                               | Чемпионат Южной Америки по футболу 1947         |
| 17                                              | 6 апреля 1949                                   | Сан-Паулу, Бразилия                             | Чили                                            | 3:2                                             | -                                               | Чемпионат Южной Америки по футболу 1949         |
| 18                                              | 10 апреля 1949                                  | Сан-Паулу, Бразилия                             | Бразилия                                        | 1:10                                            | -                                               | Чемпионат Южной Америки по футболу 1949         |
| 19                                              | 17 апреля 1949                                  | Рио-де-Жанейро, Бразилия                        | Уругвай                                         | 3:2                                             | -                                               | Чемпионат Южной Америки по футболу 1949         |
| 20                                              | 25 апреля 1949                                  | Сан-Паулу, Бразилия                             | Эквадор                                         | 2:0                                             | -                                               | Чемпионат Южной Америки по футболу 1949         |
| 21                                              | 27 апреля 1949                                  | Сантус, Бразилия                                | Перу                                            | 0:3                                             | -                                               | Чемпионат Южной Америки по футболу 1949         |
| 22                                              | 30 апреля 1949                                  | Сан-Паулу, Бразилия                             | Парагвай                                        | 0:7                                             | -                                               | Чемпионат Южной Америки по футболу 1949         |
| 23                                              | 6 мая 1949                                      | Рио-де-Жанейро, Бразилия                        | Колумбия                                        | 4:0                                             | -                                               | Чемпионат Южной Америки по футболу 1949         |
| 24                                              | 2 июля 1950                                     | Белу-Оризонти, Бразилия                         | Уругвай                                         | 0:8                                             | -                                               | Чемпионат мира 1950                             |

Итого: 24 матча / 0 голов; 4 победы, 4 ничьих, 16 поражений.

### Тренерская
Руководил сборной Боливии во время проведения турнира Copa la Paz del Chaco в 1957 году. В четырёх матчах в качестве тренера одержал 2 победы, 1 матч его команда сыграла вничью и 1 проиграла.